# Olszówka (powiat kolski)
Olszówka – wieś w Polsce położona w województwie wielkopolskim, w powiecie kolskim, w gminie Olszówka. 
Wieś szlachecka położona była w drugiej połowie XVI wieku w powiecie łęczyckim województwa łęczyckiego. W latach 1975–1998 miejscowość należała administracyjnie do województwa konińskiego. Miejscowość jest siedzibą gminy Olszówka.

## Historia
Pierwsza wzmianka o jej istnieniu pochodzi z 1398 r. Była wtedy własnością szlachecką. W 1919 r. znaleziono we wsi szyszak stożkowaty, wykonany z czterech trójkątnych, pozłacanych blach żelaznych spojonych nitami. Szczyt hełmu był zakończony tulejką dla pióropusza. Tego typu szyszaki były używane w Polsce od końca X do XII wieku. Do 1954 roku miejscowość była siedzibą gminy Drzewce.